# Károly Ferenc Szabó
Károly Ferenc Szabó (* 29. August 1943 in Dej, Rumänien; † 25. Januar 2011) war ein rumänischer Politiker und ehemaliges Mitglied des Europäischen Parlaments für die Demokratische Union der Ungarn in Rumänien.
Er gehörte dem Parlament Rumäniens seit dem 17. Februar 2004 an und war Mitglied der Fraktion der Demokratischen Union der Ungarn in Rumänien, ab September 2004 als stellvertretender Fraktionsvorsitzender.
Im Zuge der Aufnahme Rumäniens in die Europäische Union gehörte er vom 1. Januar 2007 bis zum 9. Dezember 2007 dem Europäischen Parlament an und war dort Mitglied in der Fraktion der Europäischen Volkspartei (Christdemokraten) und Europäischer Demokraten.

## Posten als MdEP
- Mitglied im Ausschuss für bürgerliche Freiheiten, Justiz und Inneres
- Mitglied in der Delegation für die Beziehungen zu Kanada
- Stellvertreter im Ausschuss für regionale Entwicklung
- Stellvertreter in der Delegation für die Beziehungen zu den Golfstaaten, einschließlich Jemen